# Conferencia de las Naciones Unidas sobre Biodiversidad 2024
La Conferencia de las Naciones Unidas sobre Biodiversidad (COP16) fue una conferencia internacional que se llevó a cabo del 21 de octubre al 1 de noviembre de 2024 en la ciudad de Cali, Colombia.
COP16, que significa «Conferencia de las Partes», es el principal foro global para la discusión y negociación sobre el Convenio de las Naciones Unidas para la Diversidad Biológica. En este encuentro, representantes de todo el mundo trabajan para avanzar en la conservación y uso sostenible de la biodiversidad.
Uno de los temas clave es el seguimiento del Marco Mundial de Biodiversidad Kunming-Montreal, con el objetivo de evaluar el progreso de los países en el cumplimiento de las metas y objetivos nacionales establecidos en la conferencia anterior.

## Objetivos
Al ser la primera COP sobre biodiversidad desde la adopción del Marco Mundial de Biodiversidad de Kunming-Montreal en la COP 15, celebrada en diciembre de 2022 en Montreal, Canadá, uno de sus objetivos será la revisión del estado de la aplicación de este Marco y la movilización de recursos para su ejecución.
Se anticipa que las Partes del Convenio demuestren cómo sus Estrategias y Planes de Acción en materia de Diversidad Biológica (EPANDB) se alinean con el Marco. Además, se busca culminar la implementación y puesta en funcionamiento del mecanismo multilateral para la participación justa y equitativa en los beneficios obtenidos del uso de información digital sobre secuencias de recursos genéticos.

## Organización
La COP 16 había sido asignada a Turquía, sin embargo debido a los terremotos ocurridos en ese país, las autoridades decidieron declinar la organización del evento en septiembre de 2023. La ministra de medio ambiente y desarrollo sostenible de Colombia Susana Muhamad fue enterada en diciembre del mismo año por parte de autoridades de Brasil, durante la realización del evento internacional de la COP 28 de cambio climático en Dubai, de la búsqueda de una nueva sede por parte de las Naciones Unidas, fue entonces cuando el gobierno de Colombia se postuló a dicha posibilidad y fue aceptado. Tras la visita de los delegados de la Naciones Unidas al país se evaluaron las ciudades que habían mostrado interés en alojar el evento y se decidió que dentro de las ciudades interesadas solo Bogotá y Cali cumplían con los requisitos de organización. Desde allí las dos ciudades compitieron para lograr la candidatura.
El 14 de febrero de 2024 en una rueda de prensa el presidente Gustavo Petro anunció oficialmente a Cali como la ciudad sede de la COP 16. Se informó que el evento se llevaría a cabo en el Centro de Eventos Valle del Pacífico. El presidente también resaltó dentro de las razones para elegir a Cali, su ubicación geográfica ya que está rodeada de la región del Pacífico colombiano que es una de las regiones más biodiversas del planeta y del mundo. El alcalde de Cali Alejandro Eder siguió la transmisión en vivo del anuncio y celebró la decisión del gobierno nacional diciendo que se trataba del evento más importante para la ciudad en muchos años.

### Logotipo
Para la identificación del evento se creó un logotipo basado en la Flor de Inírida, que es una flor endémica de Colombia, igualmente incluye el eslogan: «Paz con la Naturaleza» o «Peace with Nature» en inglés. El logotipo fue presentado oficialmente el 28 de febrero de 2024 ante la Asamblea de las Naciones Unidas sobre el Medio Ambiente, que se realizó en Nairobi, Kenia, por parte de la ministra de ambiente Susana Muhamad y David Cooper, secretario Ejecutivo interino del Convenio sobre la Diversidad Biológica (CBD) de la ONU.

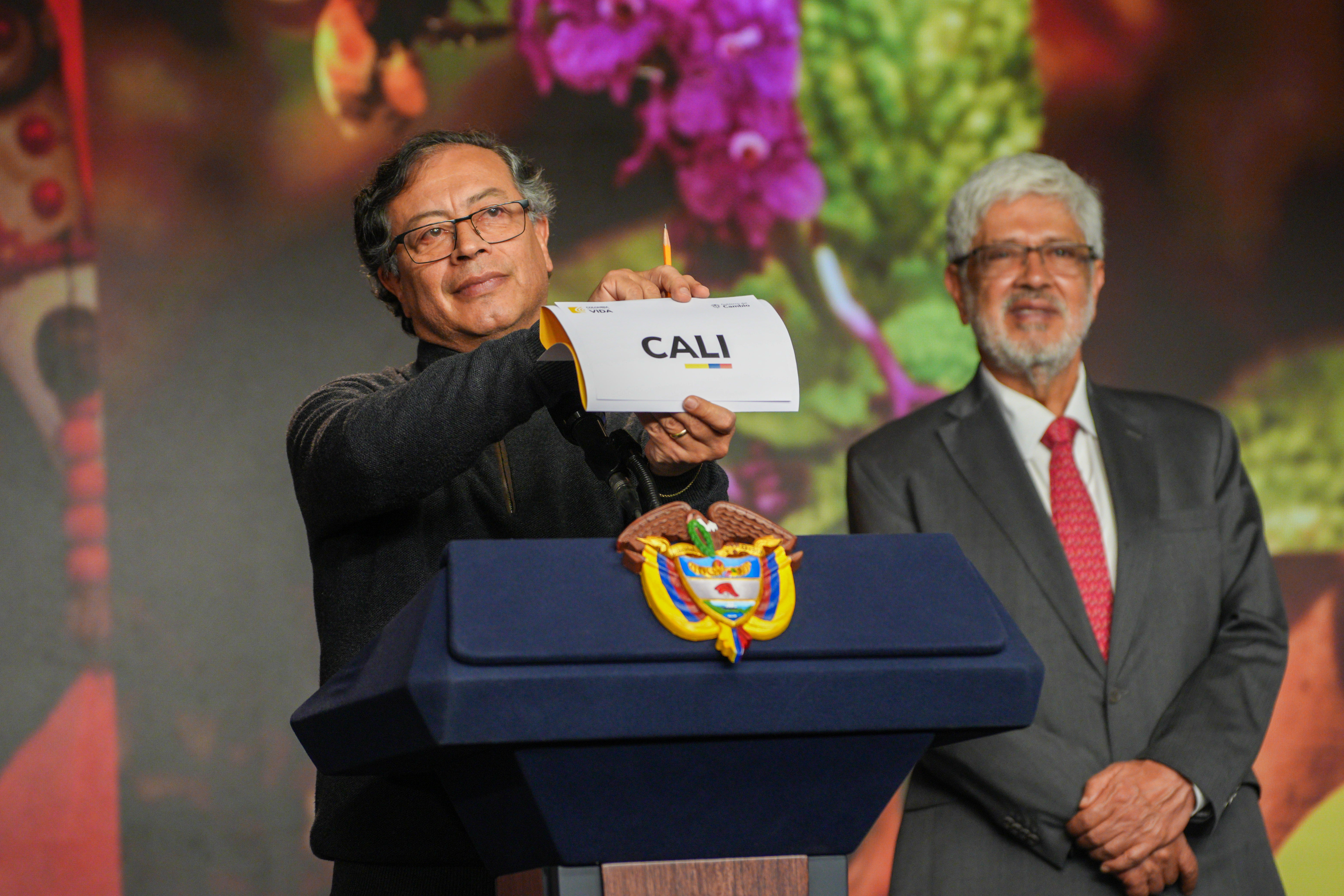
Presidente Petro anunciando a la ciudad de Cali como sede de la COP16.
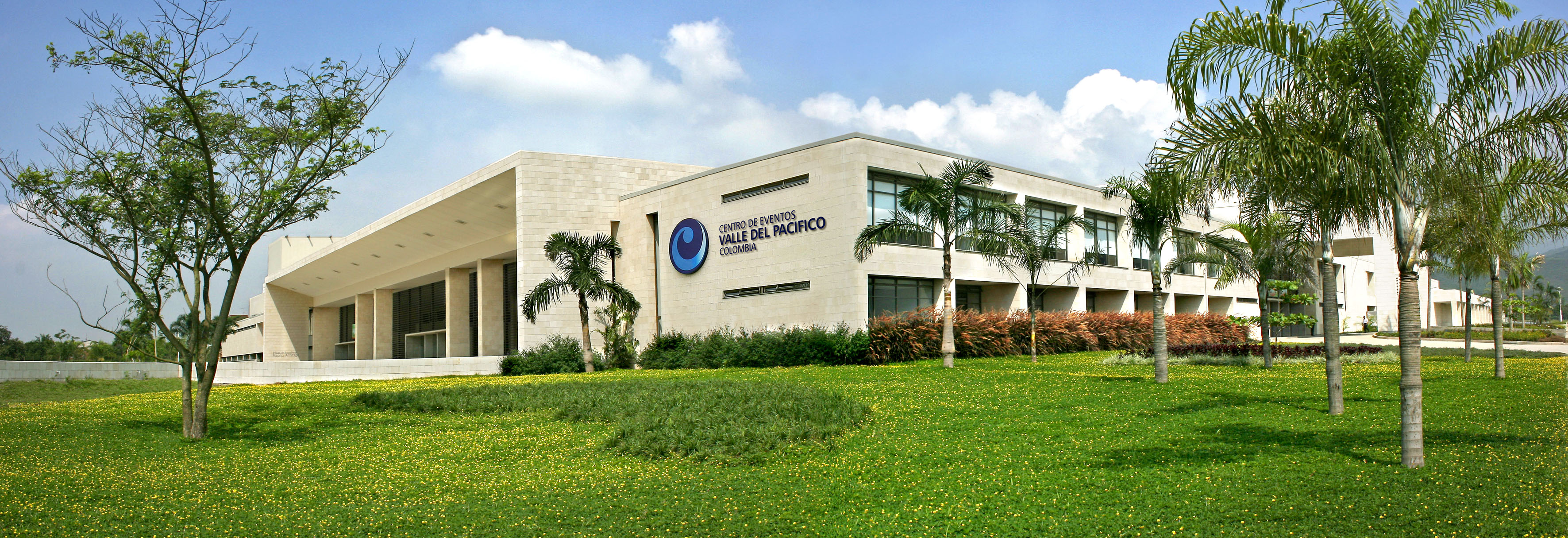
Centro de Eventos Valle del Pacífico, lugar donde se llevará a cabo la convención.
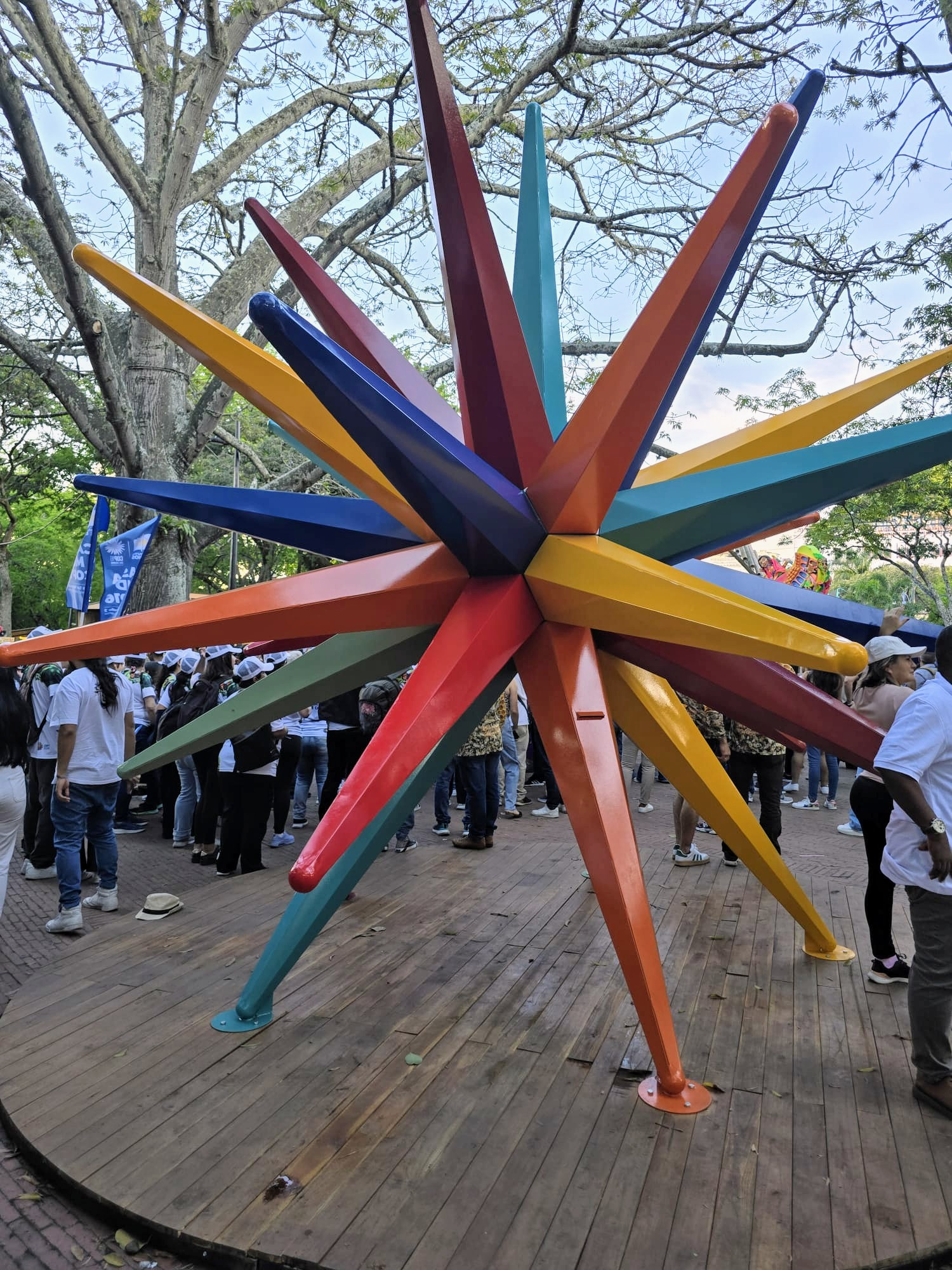
Escultura del logotipo oficial de COP 16 con la Flor de Inírida en Cali.

## Controversia previa
En los días previos a su celebración, la COP16 recibió fuertes críticas de algunos periodistas colombianos, especialmente de Luis Carlos Vélez, quien calificó el evento como una simple "reunión de burócratas" que, según él, carecía de alcance internacional significativo y tendría un impacto escaso en la ciudad. Estas declaraciones despectivas generaron un fuerte rechazo tanto del gobierno como de la sociedad colombiana, y finalmente llevaron a la salida de Vélez de la dirección de la emisora La FM en Colombia.

## Desarrollo

### Contexto y preparación

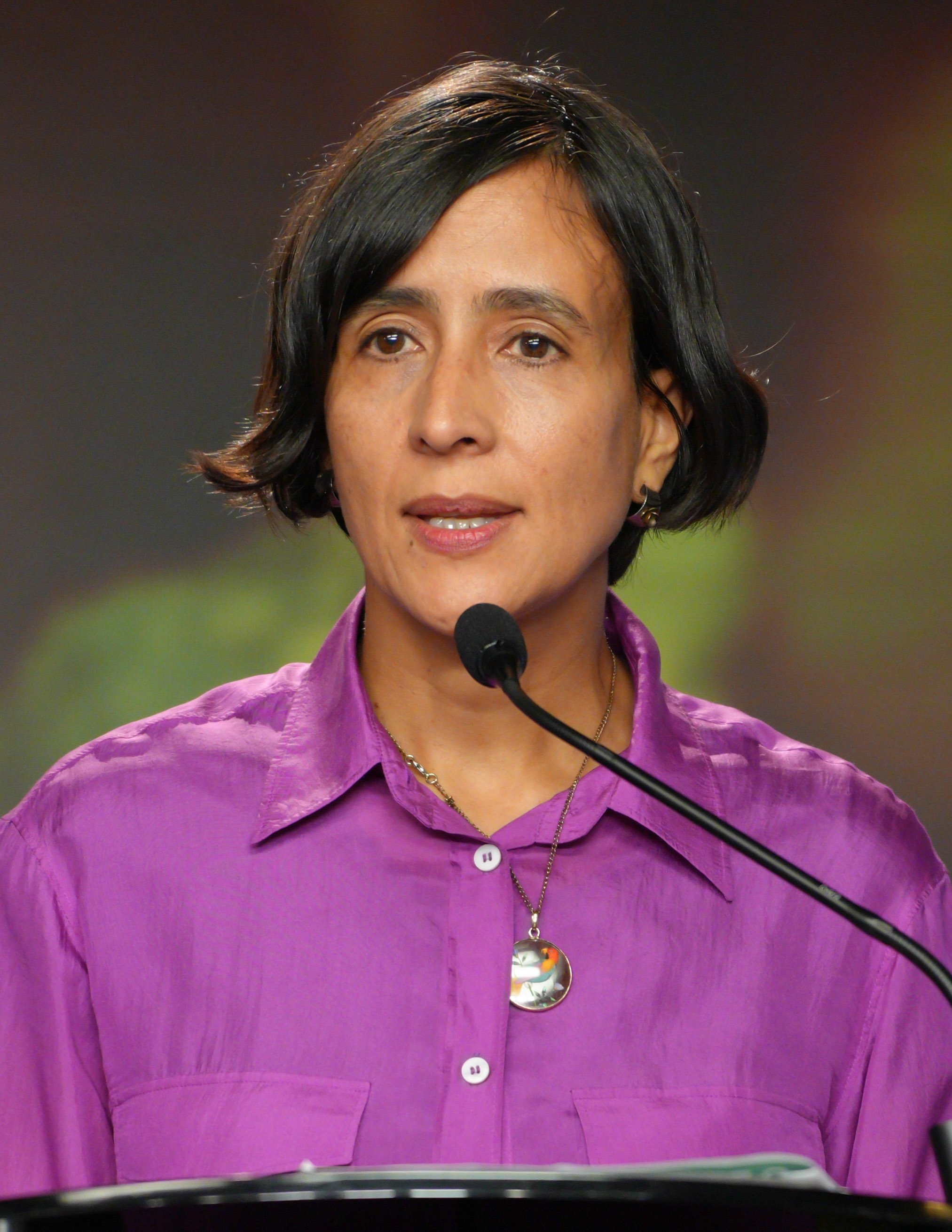
Susana Muhamad presidió la COP16 durante todas sus negociaciones.

#### Temas principales de la cumbre
La COP16 del CDB tuvo como principal objetivo revisar el progreso de los países hacia los objetivos establecidos en el Marco Mundial Kunming-Montreal de la Diversidad Biológica (MBB), aprobado en diciembre de 2022, que estableció 23 objetivos generales para "detener y revertir la pérdida de biodiversidad" para 2030.
En el período previo a la cumbre, se esperaba que los gobiernos nacionales presentaran sus respectivas estrategias a largo plazo para cumplir los objetivos, conocidas como Estrategias y Planes de Acción Nacionales sobre Biodiversidad (EPANB); sin embargo, una investigación conjunta de The Guardian y Carbon Brief reveló que solo 25 de los 195 países que se adhirieron al Marco Kunming-Montreal habían presentado sus EPANB antes del inicio de la COP16. Según la investigación, solo cinco de los 17 países megadiversos (Australia, China, Indonesia, Malasia y México), así como cuatro naciones del G7 (Canadá, Francia, Italia y Japón), presentaron sus respectivas EPANB antes de la fecha límite. Representantes de Colombia anunciaron que el país presentaría su propio plan durante la reunión, mientras que portavoces del Reino Unido, Brasil e India declararon que no publicarían sus respectivas EPANB antes de 2025.